# Биншток, Виктор Борисович
Виктор Борисович Биншто́к (1911—1994) — советский инженер, специалист в области радиолокации, лауреат Сталинской премии.

## Биография
Родился 14 (27 апреля) 1911 года в Ростове-на-Дону. Окончил техникум связи (1930) и МЭИ (1936).
В 1929—1933 техник на радиостанциях в Москве и Свердловске, на заводе имени С. Орджоникидзе в Москве.
В 1936—1960 годах работал в НИИ-10 (МНИИР «Альтаир»): инженер, старший инженер, начальник лаборатории, старший научный сотрудник, ведущий инженер. Кандидат технических наук (1945).
Участвовал в разработке РЛС, в том числе первой морской РЛС дециметрового диапазона.
С 1960 года на научной и преподавательской работе в МЭИС (кафедра радиотехнических систем) и ВЗЭИС (Всесоюзный заочный электротехнический институт связи).
Умер 1 мая 1994 года.

## Сочинения
- Дальность действия РЛС и селекция движущихся объектов [Текст] / А. И. Дымова, В. Б. Биншток. — Москва : ВЗЭИС, 1967. — 103 с. : черт.; 20 см. — (Учебное пособие по курсу радиотехнических систем/ М-во связи СССР Моск. электротехн. ин-т связи; Ч. 5).
- Измерение угловых координат и пассивная радиолокация [Текст]. — Москва : ВЗЭИС, 1967. — 103 с. : черт.; 20 см. — (Учебное пособие по курсу радиотехнических систем/ М-во связи СССР. Моск. электротехн. ин-т связи; Ч. 4).
- Радиолокационные станции сопровождения [Текст] / В. Б. Биншток ; М-во связи СССР. Моск. электротехн. ин-т связи. — Москва : Редиздат ВЗЭИС, 1969. — 1 т.; 20 см.
- Радиолокационные станции с когерентным излучением [Текст] : Учеб. пособие / М-во связи СССР. Моск. электротехн. ин-т связи. — Москва : ВЗЭИС, 1966. — 39 с. : черт.; 20 см.
- Радиолокационные станции сопровождения [Текст] / В. Б. Биншток ; М-во связи СССР. Моск. электротехн. ин-т связи. — Москва : Редиздат ВЗЭИС, 1969. — 1 т.; 20 см. Ч. 1: Пособие по курсовому проектированию. — 1969. — 74 с. : ил.

## Признание
- Сталинская премия второй степени (1950) — за работу в области военной техники.
- орден «Знак Почёта»
- медали
- Отличник судостроительной промышленности (1957).